# 唐纳德·克里斯普
唐纳德·威廉·克里斯普（英語：Donald William Crisp，1882年7月27日—1974年5月25日），是一位英国电影演员，也是早期的制片人、导演和编剧。他的职业生涯从早期的默片时代一直持续到60年代。克里斯普曾凭借电影《翡翠谷》获奥斯卡最佳男配角奖。